# Никола Василев (индустриалец)
Вижте пояснителната страница за други личности с името Никола Василев.
Никола Иванов Василев е български юрист, политик и индустриалец. Народен представител в XXIV и XXV обикновено народно събрание

## Биография
Роден е на 1 октомври 1894 г. в град Трън. Основното си образование получава в родния си град, а средното – в Първа софийска мъжка гимназия, която завършва през 1912 г. Веднага след това заминава за Белгия, където започва да следва медицина в Гентския университет. През 1914 г. при обявяването на войната, медицинският факултет е закрит и Никола Василев започва да следва право в университета на проф. Пикард в Брюксел. На следващата година, при българската намеса във войната, се завръща в България с цел да служи на родината си. Мобилизиран е в Трънската военна болница, тъй като е следвал медицина и поради голямата нужда от санитарен персонал. По-късно бива преместен в института по бактериология в София, а към края на войната, когато се появява чумата в южна Русия и Бесарабия, като доброволец е завеждал Противочумния институт в София, в качеството си на асистент на големия български бактериолог д-р Михаил Иванов.
След края на войната продължава образованието си в Юридическия факултет при Софийския държавен университет, който завършва през 1921 г.
Народен представител е в XXIV и XXV обикновено народно събрание от трънската избирателна колегия.
През 1943 година се подписва под инициираното от Димитър Пешев писмо до министър-председателя Богдан Филов против депортирането на българските евреи.
Осъден е на смърт от Втори върховен състав на Народния съд и екзекутиран на 1 февруари 1945 г.